# Gran Exposición
Gran Exposición de los Trabajos de la Industria de todas las Naciones (en inglés: Great Exhibition of the Works of Industry of all Nations) es el nombre con que se conoce a la primera Exposición Universal, celebrada en 1851 en Londres y concebida para mostrar el progreso de todo el mundo: maquinaria, productos manufacturados, esculturas, materias primas, todos los frutos de la creciente industria humana y de su ilimitada imaginación. Su apertura, el 1 de mayo, en Hyde Park, mostró todas estas maravillas en una maravilla más: el Crystal Palace (‘Palacio de Cristal’). El príncipe Alberto, esposo de la reina Victoria, fue el principal promotor de esta exposición.

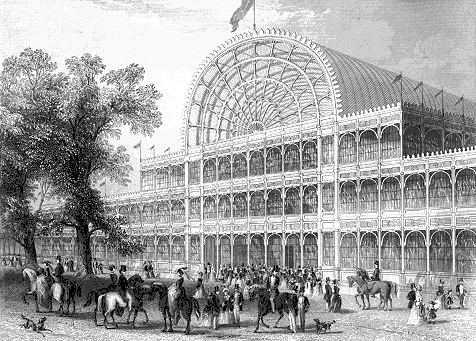
Grabado mostrando la entrada al Crystal Palace en Hyde Park.

Esta exposición mundial engloba, simboliza e inicia la mirada del ser humano hacia el progreso y la modernidad; demostró en su tiempo la supremacía del Reino Unido como el país más avanzado industrialmente. Los artículos británicos ocupaban más de la mitad del Crystal Palace, y reflejaban el sutil conflicto entre lo viejo y lo nuevo que tanto preocupó a la Europa del siglo XIX. Varios países mandaron sus productos, dentro de los cuales todavía se podían ver muchos productos artesanales. Las colonias británicas enviaron una gran variedad de productos que cautivaron la imaginación del público británico. Además, es aquí donde se comenzó a ver la diferencia entre un emergente grupo que sería el Primer Mundo frente a otros que devendrían países en "vías de desarrollo" o Tercer Mundo.[cita requerida]
Como base de esta exposición, se encontraba la fe en el conocimiento científico. La ciencia estaba produciendo nuevos y poderosos cambios en la manera de producir y de ver la vida, lo que cambiaba así mismo el pensamiento. El hombre quería tener el mayor conocimiento posible para poder controlar la naturaleza. Las ciencias como la física, la genética, la psicología, la antropología y la sociología comenzaron a tener más adeptos para su estudio, lo que propició cambios y descubrimientos en la aplicación de nuevos conocimientos científicos.

## Características generales del "Palacio de Cristal"
- Diseño de Joseph Paxton.
- Diafanidad, luminosidad.
- Fue un edificio rentable pues parte de estos materiales podían volverse a usar (desmontables para nuevos usos).
- Uso del hierro y el cristal.
- Fue el primer edificio que se construyó con módulos montables (segmentos metálicos + planchas de cristal) como si del esqueleto de un edificio se tratase.
- Desde el punto de vista estético, se crea un desarrollo dimensional importante con una composición geométrica interesante. Supone la ruptura del espacio interior y exterior por la transparencia del cristal, que hace posible ver desde dentro el exterior y viceversa. Destacaba la iluminación natural (como si el edificio fuera una gran ventana) y tenía el mismo nivel de luz en todas sus partes interiores.
- Marcado aspecto etéreo. Fue un edificio de referencia y estudio para otros artistas, e incluso para otras exposiciones posteriores hasta su desaparición.

## Países participantes
| América - Bolivia - Brasil - Chile - República Dominicana - Estados Unidos - México - Nueva Granada África - Argelia - Egipto - Túnez Asia - China - Imperio otomano - Persia | Europa - Confederación Germánica: - Anhalt - Baden - Baviera - Brunswick - Fráncfort del Meno - Hannover - Hesse - Hesse y el Rin - Luxemburgo - Mecklemburgo-Schwerin - Mecklemburgo-Strelitz - Nassau - Oldemburgo Prusia - - Sajonia - Wurtemberg | - Austria - Bélgica - Cerdeña - España - Estados Pontificios - Francia - Grecia - Noruega - Países Bajos - Portugal - Rusia - Suecia - Toscana |